# José Anahory
José Anahory (* 8. April 1991 in Portugal; † in der Nacht vom 7. auf den 8. September 2019 in Portugal) war ein portugiesischer Musiker, der als Schlagzeuger für die Band Os Naufragos sowie als Komponist und Musiklehrer tätig war.

## Leben und Wirken
Anahory spielte seit seinem sechsten Lebensjahr Schlagzeug. 2008 gewann er einen Jugendnachwuchswettbewerb für Jazz-Schlagzeuger in Lissabon und begann dort und in London ein Studium von Piano- und Gitarrenmusik unter anderem an der London School of Music sowie für Jazz-Schlagzeug an der Escola Superior de Musica de Lisboa.
Später gründete er die Jazz-Fusion Band Ornitorrinco und war als Musiklehrer für Schlagzeug an der Musikschule Improviso tätig. 2017 erschien die CD der Band Os Naufragos „Viva Furia“, auf der er als Schlagzeuger zu hören ist. Zu den bekanntesten Musikern, mit denen er zusammenarbeitete, gehörte Luís Represas.
In der Nacht vom 7. auf den 8. September 2019 starb Jose Anahory. Über die Todesursache ist bisher nichts bekannt.